# Anne Hutchinson
Anne Hutchinson (Alford, 1591 — Pelham Bay, 1643) foi uma pregadora e dissidente religiosa puritana que viveu no começo da era colonial inglesa na América do Norte, tendo sido expulsa da Colônia da Baía de Massachusetts.

## Vida em Inglaterra
Anne Hutchinson nasceu com o nome de Anne Marbury em Alford no condado de Lincolnshire, Inglaterra. Foi baptizada a 20 de Julho de 1591, sendo provável que tenha nascido na Primavera deste ano. Era a segunda de treze filhos; o seu pai chamava-se Francis Marbury (1556-1611) e a sua mãe Bridget Dryden (1563-1645).
Pouco tempo antes de Anne nascer, o seu pai foi impedido de pregar na igreja de St. Wilfrid em Alford por ter criticado a Igreja Anglicana, tendo chegado a estar preso duas vezes. Na sua opinião, os membros do clero anglicano eram nomeados não pelos seus dons espirituais, mas por ligações políticas. Anne foi educada em casa pelo pai devido ao facto das mulheres na época não frequentarem a escola.
Em 1612 Anne casou com William Hutchinson, um comerciante, com o qual viria a ter dezesseis filhos. Anne e o marido tinham por hábito visitar comunidades vizinhas para ouvir os discursos de pregadores puritanos. Em 1633 Anne conheceu John Cotton, reverendo em Boston, localidade perto de Alford (que mais tarde daria o seu nome à Boston nos Estados Unidos). 
Cotton ensinava uma teologia que afirmava que a salvação era decidida por Deus, em oposição à teologia que afirmava que a salvação apenas se atingia através do cumprimento dos mandamentos e das prática de boas acções. Estas ideias foram atractivas para Anne.

## Vida na Colônia da Baía de Massachusetts
Em 1634 Anne e a sua família mudaram-se para a América do Norte, em concreto para a Colônia da Baía de Massachusetts, para poderem acompanhar as pregações de John Cotton, que se tinha mudado para a colónia no ano anterior. Outras motivações para a migração para a colónia estariam relacionadas com o desejo de poder praticar a religião em paz, dado que na Inglaterra o puritanismo era perseguido pela Igreja Anglicana.
Uma vez na cidade, Anne passou a organizar um encontro semanal no qual as mulheres se juntavam para debater o sermão de Cotton e para dialogarem sobre outras questões espirituais. Em pouco tempo os homens juntaram-se aos encontros (entre os quais o governador da colónia, Herny Vane) e Anne passou a assumir também o papel de pregadora.

### Julgamento e expulsão da colónia
Em princípio as reuniões não levantaram problemas, até que alguns magistrados e clérigos consideraram que Anne promovia nelas o antinomianismo, doutrina segundo a qual aspectos legalistas da religião são abolidos a favor de espontaneidade da fé. O facto de uma mulher assumir um papel de liderança espiritual e de promover reuniões em que mulheres se cruzavam com homens também não agradou às autoridades da colónia. 
Em Maio de 1637 as eleições na colónia teriam consequências indirectas na vida de Hutchinson. O seu simpatizante Herny Vane perdeu as eleições para John Winthrop, um dos oponentes de Anne Hutchinson. 
Em Novembro do mesmo ano Anne foi acusada de sedição, por ter considerado que os clérigos da colónia ensinavam erros. Uma vez que na época não existia uma separação entre religião e estado, criticar as autoridades religiosas implicava criticar as autoridades políticas. John Cotton testemunhou a favor de Anne no julgamento, afirmando que as ideias de Anne tinha sido retiradas do contexto. Contudo, Anne Hutchinson recusou retratar-se e alegou que Deus comunicava directamente com ela. O tribunal declarou-a culpada e Anne foi banida da colónia junto com a sua família e os seus seguidores.
John Cotton, temendo ser alvo de represálias, viria a declarar que as suas reuniões semanais promoviam a promiscuidade entre homens e mulheres, considerado que as suas opiniões espalhavam-se como a lepra.
Anne Hutchinson e o seu grupo foram viver para a colónia de Rhode Island (onde fundaram um povoado, Portsmouth), onde eram admitidos os dissidentes religiosos. O seu marido ali faleceu em 1642, tendo Anne decidido mudar-se para a colónia de Nova Iorque. Aqui Anne e os restantes membros da sua família seriam, com excepção da filha Susannah, mortos num ataque de índios. A filha Susannah foi levada pelos índios e mais tarde recusou-se a regressar junto com os colonos. Quando os habitantes de Massachusetts tomaram conhecimento da sua morte, bem como do facto de Anne ter dado à luz uma criança deficiente, consideraram que ela tinha sido castigada por Deus.